# Escola de Samba Acadêmicos do Riacho Fundo II
A Associação Carnavalesca Cultural e de Desenvolvimento Social ou Acadêmicos do Riacho Fundo II é uma organização sem fins lucrativos, sediada no Riacho Fundo II. A agremiação realiza apresentações carnavalescas tais como shows de apresentações carnavalescas, eventos, danças afro-brasileiras, capoeira, dentre outras diversidades culturais.
A Acadêmicos do Riacho Fundo II foi fundada em 2008 pelo seu primeiro presidente e fundador, Francisco de Assis Almada Silva, e desde sua fundação oficial desenvolve atividades ligadas à diversidade cultural e a arte nas regiões do Distrito Federal, cuja finalidade é promover ações que agregam a união e reencontro dos estilos culturais do país. A associação oferece diversas expressões culturais, como a dança afro, a capoeira, o samba com suas variações, como o samba de roda e samba de raiz, desfiles da escola de samba, festivais de pagode, dentre outras atividades socioculturais, como forma de interação com a comunidade. 

Em 2011, a associação teve sua primeira participação no Carnaval de Brasília com o tema "De Vilma à Dilma, o Papel da Mulher na Sociedade", destacando a importância da mulher na sociedade. E então em 2014, a associação foi campeã pela primeira vez, desfilando pelo grupo de blocos de enredo, garantindo uma vaga no Grupo de Acesso. Vitória que foi comemorada pelos moradores do Riacho Fundo II, por ser a primeira vitória da associação desde seu inicio na Avenida do Samba de Brasília.